# Институт за защита на паметниците на културата и музей – Щип
Националната институция Институт за защита на паметниците на културата и музей – Щип (на македонска литературна норма: Национална установа - Завод за заштита на спомениците на културата и Mузеј - Штип) е музей в град Щип, Северна Македония.

## История
Музеят е основан като сбирка през 1950 година, а в 1955 година прераства в музей на целия Щипски край. Музеят има много колекции и фондове в областта на археологията, етнологията, историята, история на изкуството и съвременното македонско изкуство и извършва дейности в областта на защитата на недвижими и движими паметници на културата, представяне, обработка и съхранение на музейните материали и организация на изложби.
Двете сгради на музея са паметници на културата.